# پیتزا روسینی
پیتزا روسینی یک پیتزای خاص است که از شهر پزارو ایتالیا در منطقه مارکه سرچشمه می‌گیرد. این پیتزا که در دهه ۱۹۶۰ در یک مغازه محلی درست شد، در ابتدا برای همراهی با یک غذای شیرین آماده شد و به سرعت در میان ساکنان پزارو محبوب شد. نام «روسینی» ادای احترام به آهنگساز جواکینو روسینی است که در این شهر متولد شده است. پیتزا روسینی به‌طور سنتی، از یک پایه پوره گوجه‌فرنگی و موزارلا تشکیل می‌شود و به دنبال آن موادی مانند تخم‌مرغ آب‌پز، ژامبون و گاهی نخود فرنگی یا سبزیجات دیگر بعد از پخت به آن اضافه می‌شود.

## تاریخچه
پیتزا روسینی در اواخر دهه ۱۹۶۰ جهت سرو در کنار یک غذای شیرین درست شد و به سرعت در میان ساکنان محبوب شد تا جایی که آشپزهای شهر را تشویق کرد تا این نوآوری را در پیتزافروشی‌های خود ارائه دهند. نام پیتزا ادای احترام به آهنگساز جواکینو روسینی است که در پزارو به دنیا آمده است. هنوز هم در منوهای استان پزارو اوربینو وجود دارد. با گذشت سالها، این نوع پیتزا تنوع بیشتری پیدا کرد ه است.

## ترکیب
در ابتدا این پیتزا را با موزارلا و پوره گوجه درست می‌شود. پس از پختن در فر، تخم مرغ‌های آب‌پز برش داده شده را با سس مایونز روی آن اضافه می‌کنند.